# Tsuyoshi Wada
Tsuyoshi Wada (和田 毅, Wada Tsuyoshi, né le 21 février 1981 à Kōnan, Aichi, Japon) est un lanceur gaucher de baseball. Il joue de 2003 à 2011 pour les Fukuoka SoftBank Hawks de la Ligue Pacifique du Japon, puis en 2014 et 2015 pour les Cubs de Chicago de la Ligue majeure de baseball.

## Carrière

### Japon
Tsuyoshi Wada amorce sa carrière dans la NBP en 2003 avec les Fukuoka Daiei Hawks et est nommé recrue de l'année en Ligue Pacifique à sa première année. Il joue neuf ans pour cette équipe (renommée Fukuoka SoftBank Hawks en 2005). Wada est choisi au sein de l'équipe d'étoiles de la ligue en 2003 et 2004.
Au Japon, Wada est lanceur partant. Il amorce 207 matchs des Hawks et effectue 3 sorties comme lanceur de relève. Gagnant de 107 matchs contre 61 défaites, il compte 36 matchs complets dont 8 blanchissages. Sa moyenne de points mérités s'élève à 3,13 en 1 444 manches et deux tiers lancées.

### Internationale

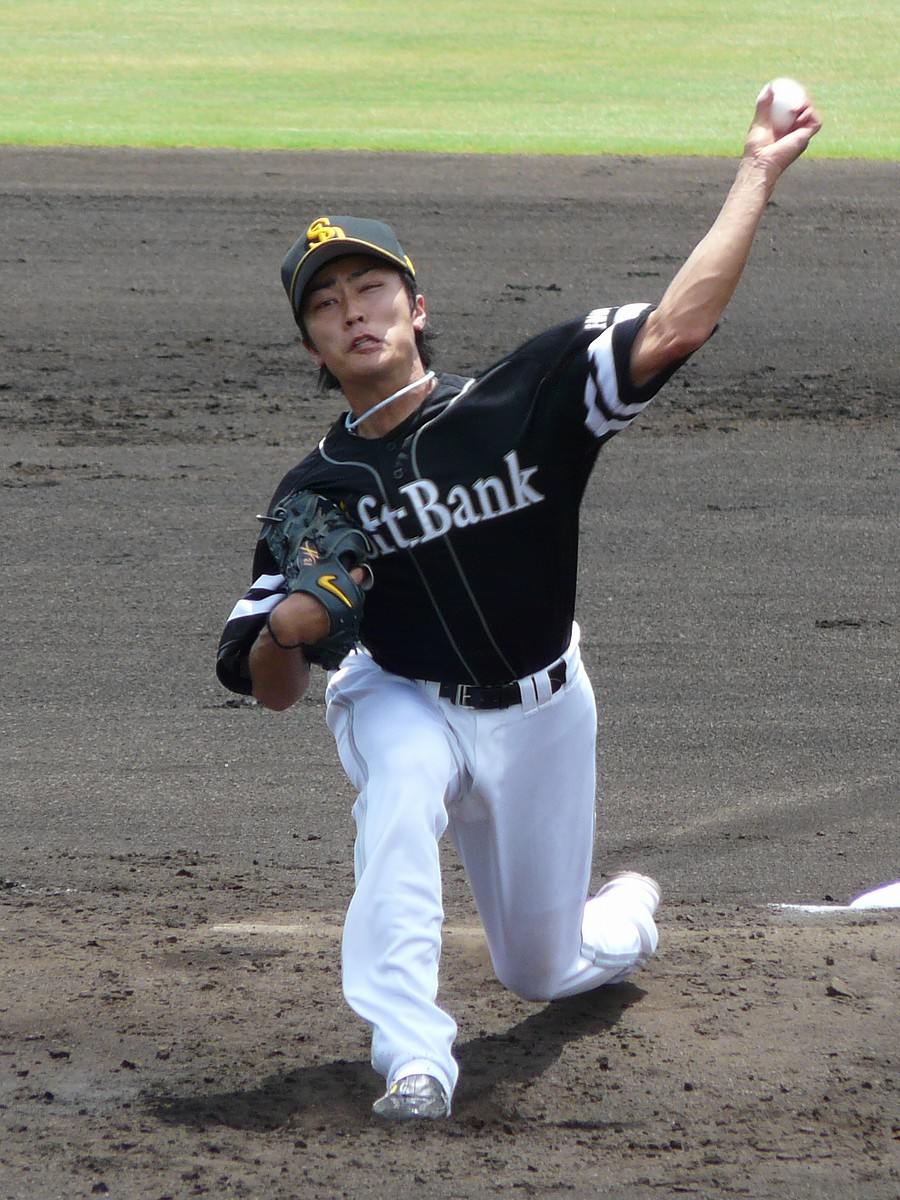
Tsuyoshi Wada avec les Fukuoka SoftBank Hawks.

#### Jeux olympiques
Wada participe aux Jeux olympiques d'Athènes en 2004 et aux Jeux olympiques de Beijing en 2008 avec l'équipe de baseball du Japon. 
En 2004, il est le lanceur gagnant dans deux matchs que les Japonais remportent sur le Canada, dont une partie où il blanchit l'adversaire et retire sept frappeurs canadiens sur des prises. Le Japon remporte la médaille de bronze cette année-là.
En 2008 à Beijing, il n'est impliqué dans aucune décision mais lance deux parties, dont un match contre la Corée du Sud où il enregistre 10 retraits sur des prises en six manches et deux tiers lancées. Le Japon termine le tournoi olympique en quatrième place.

#### Classique mondiale de baseball
Tsuyoshi Wada fait partie de l'équipe japonaise qui remporte la médaille d'or à la première Classique mondiale de baseball en 2006.

### Ligue majeure de baseball

#### Orioles de Baltimore
Le 14 décembre 2011, Tsuyoshi Wada signe un contrat de 8,15 millions de dollars US pour deux saisons avec les Orioles de Baltimore de la Ligue majeure de baseball (MLB). Peu après avoir été mis sous contrat par Baltimore, il ressent des douleurs au coude et doit subir en mai 2012 une opération de type Tommy John. Sur la liste des blessés pendant deux ans, il ne joue pas un seul match pour les Orioles, qui choisissent de ne pas renouveler ce contrat. 

#### Cubs de Chicago
En décembre 2013, il rejoint un autre club des majeures, les Cubs de Chicago. Il fait ses débuts avec les Cubs comme lanceur partant face aux Reds de Cincinnati le 8 juillet 2014. Il n'accorde qu'un point non mérité sur 5 coups sûrs en 5 manches lancées, et n'est pas impliqué dans la décision à ce premier match.